# Birim sud
Le district de Birim sud est l’un des 17 districts de la Région Orientale (Ghana).